# Elezioni amministrative in Italia del 2018
Le elezioni amministrative in Italia del 2018 si sono tenute il 10 giugno, con turno di ballottaggio domenica 24 giugno. Sono andati alle urne gli elettori di 783 comuni, di cui 586 appartenenti a regioni a statuto ordinario e 197 appartenenti a regioni a statuto speciale. Di questi comuni, 112 sono comuni con più 15.000 abitanti e 671 con meno di 15.000 abitanti.
Si è votato in 21 comuni capoluogo, di cui 1 di regione e 20 di provincia: Ancona, Avellino, Barletta, Brescia, Brindisi, Catania, Imperia, Massa, Messina, Pisa, Ragusa, Siena, Siracusa, Sondrio, Teramo, Terni, Trapani, Treviso, Udine, Vicenza e Viterbo.
In Friuli-Venezia Giulia, le elezioni amministrative si sono tenute in concomitanza con le elezioni regionali il 29 aprile con ballottaggio previsto per il 13 maggio. In Valle d'Aosta le elezioni si sono tenute il 20 maggio, anch'esse contestualmente alle elezioni regionali. Infine in Trentino-Alto Adige si sono tenute il 27 maggio.

## Riepilogo sindaci eletti
Coalizione di centro-sinistra
     Coalizione di centro-destra
     Coalizione di destra
     Movimento 5 Stelle
     Liste civiche
     Commissario prefettizio
| Regione               | Comune   | Popolazione (2017) | Sindaco uscente | Sindaco uscente           | Sindaco eletto | Sindaco eletto             | Primo turno | Primo turno | Secondo turno | Secondo turno | Seggi   |
| Regione               | Comune   | Popolazione (2017) | Sindaco uscente | Sindaco uscente           | Sindaco eletto | Sindaco eletto             | Voti        | %           | Voti          | %             | Seggi   |
| --------------------- | -------- | ------------------ | --------------- | ------------------------- | -------------- | -------------------------- | ----------- | ----------- | ------------- | ------------- | ------- |
| Lombardia             | Brescia  | 196.745            |                 | Emilio Del Bono (PD)      |                | Emilio Del Bono (PD)       | 44.237      | 53,86%      | —             | —             | 20 / 32 |
| Lombardia             | Sondrio  | 21.558             |                 | Alcide Molteni (PD)       |                | Marco Scaramellini (Ind.)  | 4.923       | 46,80%      | 5.437         | 60,37%        | 20 / 32 |
| Veneto                | Treviso  | 84.669             |                 | Giovanni Manildo (PD)     |                | Mario Conte (LSP)          | 21.836      | 54,48%      | —             | —             | 20 / 32 |
| Veneto                | Vicenza  | 111.980            |                 | Achille Variati (PD)      |                | Francesco Rucco (Ind.)     | 24.271      | 50,63%      | —             | —             | 20 / 32 |
| Friuli-Venezia Giulia | Udine    | 99.242             |                 | Carlo Giacomello (Ind.)   |                | Pietro Fontanini (LSP)     | 18.619      | 41,49%      | 18.830        | 50,37%        | 24 / 40 |
| Liguria               | Imperia  | 42.328             |                 | Carlo Capacci (Ind.)      |                | Claudio Scajola (Ind.)     | 7.397       | 35,28%      | 8.136         | 52,05%        | 20 / 32 |
| Toscana               | Massa    | 68.946             |                 | Alessandro Volpi (PD)     |                | Francesco Persiani (LSP)   | 9.916       | 28,18%      | 17.830        | 56,62%        | 20 / 32 |
| Toscana               | Pisa     | 90.408             |                 | Marco Filippeschi (PD)    |                | Michele Conti (Ind.)       | 13.795      | 33,36%      | 20.692        | 52,29%        | 20 / 32 |
| Toscana               | Siena    | 53.772             |                 | Bruno Valentini (PD)      |                | Luigi De Mossi (Ind.)      | 6.400       | 24,23%      | 12.065        | 50,80%        | 20 / 32 |
| Umbria                | Terni    | 111.317            |                 | Antonino Cufalo           |                | Leonardo Latini (LSP)      | 25.531      | 49,22%      | 26.185        | 63,42%        | 20 / 32 |
| Marche                | Ancona   | 100.861            |                 | Valeria Mancinelli (PD)   |                | Valeria Mancinelli (PD)    | 20.738      | 47,92%      | 21.152        | 62,78%        | 20 / 32 |
| Lazio                 | Viterbo  | 67.619             |                 | Leonardo Michelini (Ind.) |                | Giovanni Arena (FI)        | 13.022      | 40,22%      | 12.377        | 51,09%        | 20 / 32 |
| Abruzzo               | Teramo   | 54.436             |                 | Luigi Pizzi               |                | Gianguido D'Alberto (Ind.) | 6.492       | 21,13%      | 12.205        | 53,26%        | 20 / 32 |
| Campania              | Avellino | 54.515             |                 | Paolo Foti (PD)           |                | Vincenzo Ciampi (M5S)      | 6.535       | 20,22%      | 13.694        | 59,54%        | 5 / 32  |
| Puglia                | Barletta | 94.489             |                 | Gaetano Tufariello        |                | Cosimo Cannito (Ind.)      | 26.587      | 53,03%      | —             | —             | 20 / 32 |
| Puglia                | Brindisi | 87.534             |                 | Santi Giuffrè             |                | Riccardo Rossi (Ind.)      | 10.253      | 23,49%      | 16.658        | 56,61%        | 20 / 32 |
| Sicilia               | Catania  | 311.763            |                 | Enzo Bianco (PD)          |                | Salvo Pogliese (FI)        | 69.029      | 52,33%      | —             | —             | 23 / 35 |
| Sicilia               | Messina  | 234.758            |                 | Renato Accorinti (Ind.)   |                | Cateno De Luca (Ind.)      | 23.616      | 19,81%      | 47.835        | 65,28%        | 0 / 32  |
| Sicilia               | Ragusa   | 73.631             |                 | Federico Piccitto (M5S)   |                | Giuseppe Cassì (Ind.)      | 7.295       | 20,83%      | 13.492        | 53,07%        | 14 / 24 |
| Sicilia               | Siracusa | 121.933            |                 | Giancarlo Garozzo (PD)    |                | Francesco Italia (Ind.)    | 10.626      | 19,62%      | 18.210        | 52,99%        | 9 / 32  |
| Sicilia               | Trapani  | 68.370             |                 | Francesco Messineo        |                | Giacomo Tranchida (PD)     | 24.052      | 70,68%      | —             | —             | 19 / 24 |

## Elezioni comunali

### Lombardia

#### Brescia
|                                    | Emilio Del Bono ✔️ Sindaco | 44 237               | 53,86 | Partito Democratico        | 26 864 | 34,62 | 15 |  |  |
| Civica Del Bono                    | Emilio Del Bono ✔️ Sindaco | 44 237               | 53,86 | 5 177                      | 6,67   | 2     |    |  |  |
| Castelletti - Brescia per Passione | Emilio Del Bono ✔️ Sindaco | 44 237               | 53,86 | 4 320                      | 5,57   | 2     |    |  |  |
| Sinistra a Brescia (LEU - FdV)     | Emilio Del Bono ✔️ Sindaco | 44 237               | 53,86 | 2 511                      | 3,24   | 1     |    |  |  |
| Brescia 2030                       | Emilio Del Bono ✔️ Sindaco | 44 237               | 53,86 | 1 712                      | 2,21   | –     |    |  |  |
| Del Bono 2.0                       | Emilio Del Bono ✔️ Sindaco | 44 237               | 53,86 | 600                        | 0,77   | –     |    |  |  |
|                                    | Paola Vilardi              | 31 294               | 38,10 | Lega                       | 18 758 | 24,18 | 7  |  |  |
| Forza Italia                       | Paola Vilardi              | 31 294               | 38,10 | 5 867                      | 7,56   | 2     |    |  |  |
| Fratelli d'Italia                  | Paola Vilardi              | 31 294               | 38,10 | 2 560                      | 3,30   | 1     |    |  |  |
| X Brescia Civica                   | Paola Vilardi              | 31 294               | 38,10 | 1 450                      | 1,87   | –     |    |  |  |
| Unione di Centro                   | Paola Vilardi              | 31 294               | 38,10 | 750                        | 0,97   | –     |    |  |  |
| Il Popolo della Famiglia           | Paola Vilardi              | 31 294               | 38,10 | 586                        | 0,76   | –     |    |  |  |
| Seggio di coalizione               | Seggio di coalizione       | Seggio di coalizione | 38,10 | 1                          |        |       |    |  |  |
|                                    | Guido Ghidini              | 4 478                | 5,45  | Movimento 5 Stelle         | 4 340  | 5,59  | –  |  |  |
| Seggio di coalizione               | Seggio di coalizione       | Seggio di coalizione | 5,45  | 1                          |        |       |    |  |  |
|                                    | Alberto Marino             | 639                  | 0,78  | Potere al Popolo!          | 673    | 0,87  | –  |  |  |
|                                    | Laura Castagna             | 571                  | 0,70  | Brescia Italiana           | 550    | 0,71  | –  |  |  |
|                                    | Lamberto Lombardi          | 375                  | 0,46  | Partito Comunista Italiano | 359    | 0,46  | –  |  |  |
|                                    | Davide De Cesare           | 306                  | 0,37  | CasaPound                  | 303    | 0,39  | –  |  |  |
|                                    | Leonardo Peli              | 227                  | 0,28  | Pro Brixia                 | 207    | 0,27  | –  |  |  |
| Totale                             | Totale                     | 82 127               | 100   |                            | 77 587 | 100   | 32 |  |  |
|                                    |                            |                      |       |                            |        |       |    |  |  |
| Fonte: Ministero dell'interno      |                            |                      |       |                            |        |       |    |  |  |

#### Sondrio
| Candidati                     | Candidati                     | II turno             | II turno         | I turno | I turno | Liste               | Voti  | %     | Seggi |
| Candidati                     | Candidati                     | Voti                 | %                | Voti    | %       | Liste               | Voti  | %     | Seggi |
| ----------------------------- | ----------------------------- | -------------------- | ---------------- | ------- | ------- | ------------------- | ----- | ----- | ----- |
|                               | Marco Scaramellini ✔️ Sindaco | 5 437                | 60,37            | 4 923   | 46,81   | Lega                | 1 466 | 15,04 | 7     |
| Sondrio Viva!                 | Marco Scaramellini ✔️ Sindaco | 5 437                | 60,37            | 4 923   | 46,81   | 1 370               | 14,06 | 7     |       |
| Sondrio Liberale              | Marco Scaramellini ✔️ Sindaco | 5 437                | 60,37            | 4 923   | 46,81   | 777                 | 7,97  | 3     |       |
| Popolari Retici               | Marco Scaramellini ✔️ Sindaco | 5 437                | 60,37            | 4 923   | 46,81   | 547                 | 5,61  | 2     |       |
| Forza Italia                  | Marco Scaramellini ✔️ Sindaco | 5 437                | 60,37            | 4 923   | 46,81   | 295                 | 3,03  | 1     |       |
| Fratelli d'Italia             | Marco Scaramellini ✔️ Sindaco | 5 437                | 60,37            | 4 923   | 46,81   | 114                 | 1,17  | –     |       |
|                               | Nicola Giugni                 | 3 569                | 39,63            | 3 795   | 36,08   | Giugni Sindaco      | 1 065 | 10,93 | 3     |
| Sondrio Democratica           | Nicola Giugni                 | 3 569                | 39,63            | 3 795   | 36,08   | 895                 | 9,18  | 2     |       |
| Partito Democratico           | Nicola Giugni                 | 3 569                | 39,63            | 3 795   | 36,08   | 799                 | 8,20  | 2     |       |
| Sondrio 2020                  | Nicola Giugni                 | 3 569                | 39,63            | 3 795   | 36,08   | 492                 | 5,05  | 1     |       |
| Sinistra per Sondrio          | Nicola Giugni                 | 3 569                | 39,63            | 3 795   | 36,08   | 326                 | 3,34  | –     |       |
| Seggio di coalizione          | Seggio di coalizione          | Seggio di coalizione | 39,63            | 3 795   | 36,08   | 1                   |       |       |       |
|                               | Fiorello Provera              | Fiorello Provera     | Fiorello Provera | 1 482   | 14,09   | Provera per Sondrio | 469   | 4,81  | 1     |
| Crescere con Sondrio          | Fiorello Provera              | Fiorello Provera     | Fiorello Provera | 1 482   | 14,09   | 413                 | 4,24  | 1     |       |
| Sondrio 4.0                   | Fiorello Provera              | Fiorello Provera     | Fiorello Provera | 1 482   | 14,09   | 288                 | 2,96  | –     |       |
| Noi per Sondrio               | Fiorello Provera              | Fiorello Provera     | Fiorello Provera | 1 482   | 14,09   | 142                 | 1,46  | –     |       |
| Seggio di coalizione          | Seggio di coalizione          | Seggio di coalizione | Fiorello Provera | 1 482   | 14,09   | 1                   |       |       |       |
|                               | Marco Ponteri                 | Marco Ponteri        | Marco Ponteri    | 317     | 3,01    | Movimento 5 Stelle  | 288   | 2,96  | –     |
| Totale                        | Totale                        | 9 006                | 100              | 10 517  | 100     |                     | 9 746 | 100   | 32    |
|                               |                               |                      |                  |         |         |                     |       |       |       |
| Fonte: Ministero dell'interno |                               |                      |                  |         |         |                     |       |       |       |

### Veneto

#### Treviso
|                                  | Mario Conte ✔️ Sindaco | 21 838               | 54,49 | Lega                     | 7 483  | 19,54 | 8  |  |  |
| Mario Conte Sindaco              | Mario Conte ✔️ Sindaco | 21 838               | 54,49 | 5 799                    | 15,14  | 6     |    |  |  |
| Zaia - Gentilini                 | Mario Conte ✔️ Sindaco | 21 838               | 54,49 | 4 362                    | 11,39  | 5     |    |  |  |
| Forza Italia                     | Mario Conte ✔️ Sindaco | 21 838               | 54,49 | 1 467                    | 3,83   | 1     |    |  |  |
| Grande Treviso                   | Mario Conte ✔️ Sindaco | 21 838               | 54,49 | 853                      | 2,23   | –     |    |  |  |
| Fratelli d'Italia                | Mario Conte ✔️ Sindaco | 21 838               | 54,49 | 582                      | 1,52   | –     |    |  |  |
| Unione di Centro - Lista Renosto | Mario Conte ✔️ Sindaco | 21 838               | 54,49 | 458                      | 1,20   | –     |    |  |  |
|                                  | Giovanni Manildo       | 15 081               | 37,63 | Partito Democratico      | 6 259  | 16,34 | 5  |  |  |
| Giovanni Manildo Sindaco         | Giovanni Manildo       | 15 081               | 37,63 | 3 853                    | 10,06  | 3     |    |  |  |
| Treviso Civica                   | Giovanni Manildo       | 15 081               | 37,63 | 2 422                    | 6,32   | 2     |    |  |  |
| Impegno Civile - Futura          | Giovanni Manildo       | 15 081               | 37,63 | 970                      | 2,53   | –     |    |  |  |
| Treviso è                        | Giovanni Manildo       | 15 081               | 37,63 | 825                      | 2,15   | –     |    |  |  |
| Seggio di coalizione             | Seggio di coalizione   | Seggio di coalizione | 37,63 | 1                        |        |       |    |  |  |
|                                  | Domenico Losappio      | 1 707                | 4,26  | Movimento 5 Stelle       | 1 591  | 4,15  | –  |  |  |
| Seggio di coalizione             | Seggio di coalizione   | Seggio di coalizione | 4,26  | 1                        |        |       |    |  |  |
|                                  | Maristella Caldato     | 756                  | 1,89  | Treviso Unica            | 720    | 1,88  | –  |  |  |
|                                  | Said Chaibi            | 453                  | 1,13  | Coalizione Civica        | 435    | 1,14  | –  |  |  |
|                                  | Carla Condurso         | 239                  | 0,60  | Il Popolo della Famiglia | 225    | 0,59  | –  |  |  |
| Totale                           | Totale                 | 40 074               | 100   |                          | 38 304 | 100   | 32 |  |  |
|                                  |                        |                      |       |                          |        |       |    |  |  |
| Fonte: Ministero dell'interno    |                        |                      |       |                          |        |       |    |  |  |

#### Vicenza
|                               | Francesco Rucco ✔️ Sindaco | 24 271               | 50,64 | #Rucco Sindaco        | 10 707 | 24,54 | 10 |  |  |
| Lega                          | Francesco Rucco ✔️ Sindaco | 24 271               | 50,64 | 6 930                 | 15,88  | 7     |    |  |  |
| Forza Italia                  | Francesco Rucco ✔️ Sindaco | 24 271               | 50,64 | 2 301                 | 5,27   | 2     |    |  |  |
| Cicero - Impegno a 360°       | Francesco Rucco ✔️ Sindaco | 24 271               | 50,64 | 1 031                 | 2,36   | 1     |    |  |  |
| Fratelli d'Italia             | Francesco Rucco ✔️ Sindaco | 24 271               | 50,64 | 730                   | 1,67   | –     |    |  |  |
| Il Popolo della Famiglia      | Francesco Rucco ✔️ Sindaco | 24 271               | 50,64 | 566                   | 1,30   | –     |    |  |  |
|                               | Otello Dalla Rosa          | 21 985               | 45,87 | Partito Democratico   | 10 410 | 23,86 | 6  |  |  |
| Da Adesso in Poi              | Otello Dalla Rosa          | 21 985               | 45,87 | 3 343                 | 7,66   | 2     |    |  |  |
| Vinova                        | Otello Dalla Rosa          | 21 985               | 45,87 | 2 848                 | 6,53   | 1     |    |  |  |
| Quartieri al Centro           | Otello Dalla Rosa          | 21 985               | 45,87 | 1 700                 | 3,90   | 1     |    |  |  |
| Coalizione Civica per Vicenza | Otello Dalla Rosa          | 21 985               | 45,87 | 1 564                 | 3,58   | 1     |    |  |  |
| Seggio di coalizione          | Seggio di coalizione       | Seggio di coalizione | 45,87 | 1                     |        |       |    |  |  |
|                               | Filippo Albertin           | 519                  | 1,08  | Potere al Popolo!     | 493    | 1,13  | –  |  |  |
|                               | Andrea Maroso              | 495                  | 1,03  | Siamo Veneto          | 418    | 0,96  | –  |  |  |
|                               | Leonardo Bano              | 336                  | 0,70  | No Privilegi Politici | 307    | 0,70  | –  |  |  |
|                               | Franca Equizi              | 324                  | 0,68  | Grande Nord           | 289    | 0,66  | –  |  |  |
| Totale                        | Totale                     | 47 930               | 100   |                       | 43 637 | 100   | 32 |  |  |
|                               |                            |                      |       |                       |        |       |    |  |  |
| Fonte: Ministero dell'interno |                            |                      |       |                       |        |       |    |  |  |

### Friuli-Venezia Giulia

#### Udine
| Candidati                            | Candidati                   | II turno              | II turno              | I turno | I turno | Liste                 | Voti   | %     | Seggi |
| Candidati                            | Candidati                   | Voti                  | %                     | Voti    | %       | Liste                 | Voti   | %     | Seggi |
| ------------------------------------ | --------------------------- | --------------------- | --------------------- | ------- | ------- | --------------------- | ------ | ----- | ----- |
|                                      | Pietro Fontanini ✔️ Sindaco | 18 830                | 50,37                 | 18 619  | 41,49   | Lega                  | 7 777  | 21,64 | 13    |
| Forza Italia                         | Pietro Fontanini ✔️ Sindaco | 18 830                | 50,37                 | 18 619  | 41,49   | 3 472                 | 9,66   | 5     |       |
| Identità Civica                      | Pietro Fontanini ✔️ Sindaco | 18 830                | 50,37                 | 18 619  | 41,49   | 2 122                 | 5,90   | 3     |       |
| Autonomia Responsabile               | Pietro Fontanini ✔️ Sindaco | 18 830                | 50,37                 | 18 619  | 41,49   | 1 194                 | 3,32   | 2     |       |
| Fratelli d'Italia                    | Pietro Fontanini ✔️ Sindaco | 18 830                | 50,37                 | 18 619  | 41,49   | 882                   | 2,45   | 1     |       |
|                                      | Vincenzo Martines           | 18 550                | 49,63                 | 16 095  | 35,86   | Partito Democratico   | 7 186  | 19,99 | 7     |
| Progetto Innovare                    | Vincenzo Martines           | 18 550                | 49,63                 | 16 095  | 35,86   | 2 701                 | 7,51   | 2     |       |
| Siamo Udine con Martines             | Vincenzo Martines           | 18 550                | 49,63                 | 16 095  | 35,86   | 2 077                 | 5,78   | 2     |       |
| Udine SinistrAperta                  | Vincenzo Martines           | 18 550                | 49,63                 | 16 095  | 35,86   | 913                   | 2,54   | –     |       |
| Seggio di coalizione                 | Seggio di coalizione        | Seggio di coalizione  | 49,63                 | 16 095  | 35,86   | 1                     |        |       |       |
|                                      | Maria Rosaria Capozzi       | Maria Rosaria Capozzi | Maria Rosaria Capozzi | 3 802   | 8,47    | Movimento 5 Stelle    | 3 197  | 8,89  | 1     |
| Seggio di coalizione                 | Seggio di coalizione        | Seggio di coalizione  | Maria Rosaria Capozzi | 3 802   | 8,47    | 1                     |        |       |       |
|                                      | Enrico Bertossi             | Enrico Bertossi       | Enrico Bertossi       | 3 448   | 7,68    | Prima Udine           | 2 070  | 5,76  | 1     |
| Friuli Futuro                        | Enrico Bertossi             | Enrico Bertossi       | Enrico Bertossi       | 3 448   | 7,68    | 271                   | 0,75   | –     |       |
| Seggio di coalizione                 | Seggio di coalizione        | Seggio di coalizione  | Enrico Bertossi       | 3 448   | 7,68    | 1                     |        |       |       |
|                                      | Andrea Valcic               | Andrea Valcic         | Andrea Valcic         | 1 299   | 2,89    | Patto per l'Autonomia | 973    | 2,71  | –     |
|                                      | Stefano Salmè               | Stefano Salmè         | Stefano Salmè         | 1 208   | 2,69    | Udine agli Udinesi    | 394    | 1,10  | –     |
| Io Amo Udine                         | Stefano Salmè               | Stefano Salmè         | Stefano Salmè         | 1 208   | 2,69    | 394                   | 1,10   | –     |       |
|                                      | Luca Minestrelli            | Luca Minestrelli      | Luca Minestrelli      | 409     | 0,91    | CasaPound             | 321    | 0,89  | –     |
| Totale                               | Totale                      | 37 380                | 100                   | 44 880  | 100     |                       | 35 944 | 100   | 40    |
|                                      |                             |                       |                       |         |         |                       |        |       |       |
| Fonte: Regione Friuli-Venezia Giulia |                             |                       |                       |         |         |                       |        |       |       |

### Liguria

#### Imperia
| Candidati                          | Candidati                              | Voti                        | %     | Liste                    | Voti   | %     | Seggi |
| ---------------------------------- | -------------------------------------- | --------------------------- | ----- | ------------------------ | ------ | ----- | ----- |
|                                    | Claudio Scajola Accede al ballottaggio | 7.397                       | 35,28 | Imperia Insieme          | 3.042  | 15,35 | 9     |
| Obiettivo Imperia                  | Claudio Scajola Accede al ballottaggio | 7.397                       | 35,28 | 2.228                    | 11,24  | 7     |       |
| Area Aperta                        | Claudio Scajola Accede al ballottaggio | 7.397                       | 35,28 | 1.344                    | 6,78   | 4     |       |
| Il Popolo della Famiglia           | Claudio Scajola Accede al ballottaggio | 7.397                       | 35,28 | 316                      | 1,59   | -     |       |
|                                    | Luca Lanteri Accede al ballottaggio    | 6.012                       | 28,68 | Forza Italia             | 1.965  | 9,92  | 2     |
| Lega                               | Luca Lanteri Accede al ballottaggio    | 6.012                       | 28,68 | 1.557                    | 7,86   | 1     |       |
| Progetto Imperia                   | Luca Lanteri Accede al ballottaggio    | 6.012                       | 28,68 | 1.270                    | 6,41   | 1     |       |
| Vince Imperia                      | Luca Lanteri Accede al ballottaggio    | 6.012                       | 28,68 | 937                      | 4,73   | 1     |       |
| Fratelli d'Italia                  | Luca Lanteri Accede al ballottaggio    | 6.012                       | 28,68 | 290                      | 1,46   | -     |       |
| Seggio al candidato sindaco        | Seggio al candidato sindaco            | Seggio al candidato sindaco | 28,68 | 1                        |        |       |       |
|                                    | Guido Abbo                             | 4.971                       | 23,71 | Partito Democratico      | 1.931  | 9,74  | 2     |
| Imperia al Centro                  | Guido Abbo                             | 4.971                       | 23,71 | 1.506                    | 7,60   | 1     |       |
| Imperia di Tutti Imperia per Tutti | Guido Abbo                             | 4.971                       | 23,71 | 778                      | 3,93   | 1     |       |
| Laboratorio per Imperia            | Guido Abbo                             | 4.971                       | 23,71 | 210                      | 1,06   | -     |       |
| Seggio al candidato sindaco        | Seggio al candidato sindaco            | Seggio al candidato sindaco | 23,71 | 1                        |        |       |       |
|                                    | Maria Nella Ponte                      | 1.273                       | 6,07  | Movimento 5 Stelle       | 1.171  | 5,91  | 1     |
|                                    | Maria Sepe                             | 438                         | 2,09  | Potere al Popolo!        | 462    | 2,33  | -     |
|                                    | Alessandro Casano                      | 430                         | 2,05  | Alternativa Indipendente | 402    | 2,03  | -     |
|                                    | Lucio Sardi                            | 416                         | 1,98  | Sinistra in Comune       | 389    | 1,96  | -     |
|                                    | Carlo Carpi                            | 28                          | 0,13  | Carlo Carpi per Imperia  | 18     | 0,09  | -     |
| Totale                             | Totale                                 | 20.965                      | 100   |                          | 19.816 | 100   | 32    |

Ballottaggio
| Candidati | Candidati                  | Voti   | %     |
| --------- | -------------------------- | ------ | ----- |
|           | Claudio Scajola ✔️ Sindaco | 8.136  | 52,05 |
|           | Luca Lanteri               | 7.494  | 47,95 |
| Totale    | Totale                     | 15.630 |       |

### Toscana

#### Massa
| Candidati                       | Candidati                                 | Voti                        | %     | Liste               | Voti   | %     | Seggi |
| ------------------------------- | ----------------------------------------- | --------------------------- | ----- | ------------------- | ------ | ----- | ----- |
|                                 | Alessandro Volpi Accede al ballottaggio   | 11.942                      | 33,94 | Partito Democratico | 5.708  | 16,71 | 3     |
| 2018 - Volpi Sindaco            | Alessandro Volpi Accede al ballottaggio   | 11.942                      | 33,94 | 1.822               | 5,33   | 1     |       |
| Uniti per la Città              | Alessandro Volpi Accede al ballottaggio   | 11.942                      | 33,94 | 1.587               | 4,65   | 1     |       |
| Sinistra Progressista per Massa | Alessandro Volpi Accede al ballottaggio   | 11.942                      | 33,94 | 1.456               | 4,26   | 1     |       |
| Articolo Primo                  | Alessandro Volpi Accede al ballottaggio   | 11.942                      | 33,94 | 1.108               | 3,24   | -     |       |
| Sinistra - Massa Città d'Europa | Alessandro Volpi Accede al ballottaggio   | 11.942                      | 33,94 | 660                 | 1,93   | -     |       |
| Amare Massa                     | Alessandro Volpi Accede al ballottaggio   | 11.942                      | 33,94 | 154                 | 0,45   | -     |       |
| Seggio al candidato sindaco     | Seggio al candidato sindaco               | Seggio al candidato sindaco | 33,94 | 1                   |        |       |       |
|                                 | Francesco Persiani Accede al ballottaggio | 9.916                       | 28,18 | Lega                | 3.621  | 10,60 | 8     |
| Persiani Sindaco                | Francesco Persiani Accede al ballottaggio | 9.916                       | 28,18 | 2.613               | 7,65   | 6     |       |
| Fratelli d'Italia               | Francesco Persiani Accede al ballottaggio | 9.916                       | 28,18 | 1.372               | 4,02   | 3     |       |
| Forza Italia                    | Francesco Persiani Accede al ballottaggio | 9.916                       | 28,18 | 1.209               | 3,54   | 3     |       |
| Il Popolo della Famiglia        | Francesco Persiani Accede al ballottaggio | 9.916                       | 28,18 | 148                 | 0,43   | -     |       |
|                                 | Luana Mencarelli                          | 5.297                       | 15,06 | Movimento 5 Stelle  | 4.496  | 13,16 | 2     |
|                                 | Sergio Menchini                           | 4.626                       | 13,15 | Arcipelago Massa    | 1.820  | 5,33  | 1     |
| Siamo Massa                     | Sergio Menchini                           | 4.626                       | 13,15 | 1.403               | 4,11   | 1     |       |
| Ascoltare per Fare              | Sergio Menchini                           | 4.626                       | 13,15 | 1.011               | 2,96   | -     |       |
| Obiettivo Massa                 | Sergio Menchini                           | 4.626                       | 13,15 | 755                 | 2,21   | -     |       |
| Seggio al candidato sindaco     | Seggio al candidato sindaco               | Seggio al candidato sindaco | 13,15 | 1                   |        |       |       |
|                                 | Nicola Cavazzuti                          | 1.281                       | 3,64  | Potere al Popolo!   | 1.182  | 3,46  | -     |
|                                 | Francesco Mangiaracina                    | 696                         | 1,98  | Tutto per Massa     | 513    | 1,50  | -     |
| CasaPound                       | Francesco Mangiaracina                    | 696                         | 1,98  | 157                 | 0,46   | -     |       |
|                                 | Lorenzo Pascucci                          | 674                         | 1,92  | Massa Libera        | 685    | 2,01  | -     |
|                                 | Marco Bondielli                           | 282                         | 0,80  | Partito Comunista   | 251    | 0,73  | -     |
|                                 | Pierpaolo Bertilorenzi                    | 239                         | 0,68  | Punto Zero          | 218    | 0,64  | -     |
|                                 | Andrea Biagioni                           | 230                         | 0,65  | Area 2018           | 208    | 0,61  | -     |
| Totale                          | Totale                                    | 35.183                      | 100   |                     | 34.157 | 100   | 32    |

Ballottaggio
| Candidati | Candidati                     | Voti   | %     |
| --------- | ----------------------------- | ------ | ----- |
|           | Francesco Persiani ✔️ Sindaco | 17.830 | 56,62 |
|           | Alessandro Volpi              | 13.658 | 43,38 |
| Totale    | Totale                        | 31.488 |       |

#### Pisa
| Candidati                            | Candidati                              | Voti                        | %     | Liste                       | Voti   | %     | Seggi |
| ------------------------------------ | -------------------------------------- | --------------------------- | ----- | --------------------------- | ------ | ----- | ----- |
|                                      | Michele Conti Accede al ballottaggio   | 13.795                      | 33,36 | Lega                        | 9.784  | 24,72 | 15    |
| Fratelli d'Italia                    | Michele Conti Accede al ballottaggio   | 13.795                      | 33,36 | 1.862                       | 4,70   | 3     |       |
| Forza Italia                         | Michele Conti Accede al ballottaggio   | 13.795                      | 33,36 | 1.423                       | 3,59   | 2     |       |
|                                      | Andrea Serfogli Accede al ballottaggio | 13.338                      | 32,26 | Partito Democratico         | 9.351  | 23,62 | 6     |
| In Lista per Pisa - Con Paolo Ghezzi | Andrea Serfogli Accede al ballottaggio | 13.338                      | 32,26 | 1.489                       | 3,76   | -     |       |
| Riformisti per Pisa                  | Andrea Serfogli Accede al ballottaggio | 13.338                      | 32,26 | 1.145                       | 2,89   | -     |       |
| Con Danti per Pisa                   | Andrea Serfogli Accede al ballottaggio | 13.338                      | 32,26 | 1.094                       | 2,76   | -     |       |
| Seggio al candidato sindaco          | Seggio al candidato sindaco            | Seggio al candidato sindaco | 32,26 | 1                           |        |       |       |
|                                      | Gabriele Amore                         | 4.094                       | 9,90  | Movimento 5 Stelle          | 3.891  | 9,83  | 2     |
|                                      | Francesco Auletta                      | 3.224                       | 7,80  | Una Città in Comune         | 2.030  | 5,13  | -     |
| Partito della Rifondazione Comunista | Francesco Auletta                      | 3.224                       | 7,80  | 698                         | 1,76   | -     |       |
| Pisa Possibile                       | Francesco Auletta                      | 3.224                       | 7,80  | 294                         | 0,74   | -     |       |
| Seggio al candidato sindaco          | Seggio al candidato sindaco            | Seggio al candidato sindaco | 7,80  | 1                           |        |       |       |
|                                      | Raffaele Latrofa                       | 2.743                       | 6,63  | Pisa nel Cuore              | 2.476  | 6,25  | 1     |
|                                      | Antonio Veronese                       | 2.549                       | 6,16  | Patto Civico (A)            | 1.641  | 4,15  | -     |
| Progetto Pisa (B)                    | Antonio Veronese                       | 2.549                       | 6,16  | 880                         | 2,22   | -     |       |
| Seggio al candidato sindaco          | Seggio al candidato sindaco            | Seggio al candidato sindaco | 6,16  | 1                           |        |       |       |
|                                      | Maria Chiara Zippel                    | 688                         | 1,66  | Per la Nostra Pisa (C)      | 221    | 0,56  | -     |
| Pisa Libera e Sicura                 | Maria Chiara Zippel                    | 688                         | 1,66  | 183                         | 0,46   | -     |       |
| Battiti per Pisa                     | Maria Chiara Zippel                    | 688                         | 1,66  | 101                         | 0,26   | -     |       |
| Combatti per Pisa                    | Maria Chiara Zippel                    | 688                         | 1,66  | 74                          | 0,19   | -     |       |
| Pisani per Pisa                      | Maria Chiara Zippel                    | 688                         | 1,66  | 65                          | 0,16   | -     |       |
|                                      | Simonetta Ghezzani                     | 579                         | 1,40  | Sinistra Italiana           | 544    | 1,37  | -     |
|                                      | Veronica Marianelli                    | 225                         | 0,54  | Partito Socialista Italiano | 215    | 0,54  | -     |
|                                      | Paolo Casole                           | 113                         | 0,27  | Partito Comunista           | 126    | 0,32  | -     |
| Totale                               | Totale                                 | 41.348                      | 100   |                             | 39.587 | 100   | 32    |

- Le liste contrassegnate con le lettere A, B e C sono apparentate al secondo turno con il candidato Andrea Serfogli.

Ballottaggio
| Candidati | Candidati                | Voti   | %     |
| --------- | ------------------------ | ------ | ----- |
|           | Michele Conti ✔️ Sindaco | 20.692 | 52,29 |
|           | Andrea Serfogli          | 18.881 | 47,71 |
| Totale    | Totale                   | 39.573 |       |

#### Siena
| Candidati                        | Candidati                              | Voti                        | %     | Liste                           | Voti   | %     | Seggi |
| -------------------------------- | -------------------------------------- | --------------------------- | ----- | ------------------------------- | ------ | ----- | ----- |
|                                  | Bruno Valentini Accede al ballottaggio | 7.237                       | 27,41 | Partito Democratico             | 4.543  | 18,35 | 3     |
| In Campo                         | Bruno Valentini Accede al ballottaggio | 7.237                       | 27,41 | 2.317                           | 9,36   | 1     |       |
| Seggio al candidato sindaco      | Seggio al candidato sindaco            | Seggio al candidato sindaco | 27,41 | 1                               |        |       |       |
|                                  | Luigi De Mossi Accede al ballottaggio  | 6.400                       | 24,24 | Lega                            | 2.237  | 9,04  | 8     |
| Voltiamo Pagina                  | Luigi De Mossi Accede al ballottaggio  | 6.400                       | 24,24 | 1.856                           | 7,50   | 6     |       |
| Fratelli d'Italia                | Luigi De Mossi Accede al ballottaggio  | 6.400                       | 24,24 | 883                             | 3,57   | 3     |       |
| Forza Italia                     | Luigi De Mossi Accede al ballottaggio  | 6.400                       | 24,24 | 830                             | 3,35   | 3     |       |
|                                  | Pierluigi Piccini                      | 5.617                       | 21,27 | Per Siena (A)                   | 4.834  | 19,53 | 4     |
|                                  | Massimo Sportelli                      | 4.223                       | 15,99 | Siena Aperta                    | 1.222  | 4,94  | 1     |
| Nero su Bianco                   | Massimo Sportelli                      | 4.223                       | 15,99 | 1.060                           | 4,28   | 1     |       |
| Sena Civitas                     | Massimo Sportelli                      | 4.223                       | 15,99 | 1.039                           | 4,20   | -     |       |
| SPQS - Massimo Sportelli Sindaco | Massimo Sportelli                      | 4.223                       | 15,99 | 987                             | 3,99   | -     |       |
| La Martinella 1884               | Massimo Sportelli                      | 4.223                       | 15,99 | 170                             | 0,69   | -     |       |
| Seggio al candidato sindaco      | Seggio al candidato sindaco            | Seggio al candidato sindaco | 15,99 | 1                               |        |       |       |
|                                  | Alessandro Vigni                       | 1.029                       | 3,90  | Potere al Popolo!               | 535    | 2,16  | -     |
| Sinistra per Siena               | Alessandro Vigni                       | 1.029                       | 3,90  | 449                             | 1,81   | -     |       |
|                                  | Alessandro Pinciani                    | 687                         | 2,60  | Pensare Confrontarsi Difendersi | 654    | 2,64  | -     |
|                                  | Sergio Fucito                          | 569                         | 2,15  | CasaPound                       | 529    | 2,14  | -     |
|                                  | David Chiti                            | 451                         | 1,71  | Siena D.O.C.                    | 452    | 1,83  | -     |
|                                  | Nadia Maggi                            | 194                         | 0,73  | Siena alla Fonte                | 161    | 0,65  | -     |
| Totale                           | Totale                                 | 26.407                      | 100   |                                 | 24.758 | 100   | 32    |

- La lista contrassegnata con la lettera Aè apparentata al secondo turno con il candidato Bruno Valentini.

Ballottaggio
| Candidati | Candidati                 | Voti   | %     |
| --------- | ------------------------- | ------ | ----- |
|           | Luigi De Mossi ✔️ Sindaco | 12.065 | 50,80 |
|           | Bruno Valentini           | 11.687 | 49,20 |
| Totale    | Totale                    | 23.752 |       |

### Umbria

#### Terni
| Candidati                     | Candidati                  | II turno              | II turno              | I turno | I turno | Liste               | Voti   | %     | Seggi |
| Candidati                     | Candidati                  | Voti                  | %                     | Voti    | %       | Liste               | Voti   | %     | Seggi |
| ----------------------------- | -------------------------- | --------------------- | --------------------- | ------- | ------- | ------------------- | ------ | ----- | ----- |
|                               | Leonardo Latini ✔️ Sindaco | 26 185                | 63,42                 | 25 531  | 49,23   | Lega                | 14 667 | 29,10 | 13    |
| Forza Italia                  | Leonardo Latini ✔️ Sindaco | 26 185                | 63,42                 | 25 531  | 49,23   | 4 667               | 9,26   | 4     |       |
| Fratelli d'Italia             | Leonardo Latini ✔️ Sindaco | 26 185                | 63,42                 | 25 531  | 49,23   | 3 194               | 6,34   | 2     |       |
| Terni Civica                  | Leonardo Latini ✔️ Sindaco | 26 185                | 63,42                 | 25 531  | 49,23   | 1 295               | 2,57   | 1     |       |
| Il Popolo della Famiglia      | Leonardo Latini ✔️ Sindaco | 26 185                | 63,42                 | 25 531  | 49,23   | 748                 | 1,48   | –     |       |
|                               | Thomas De Luca             | 15 106                | 36,58                 | 12 986  | 25,04   | Movimento 5 Stelle  | 12 313 | 24,43 | 6     |
| Seggio di coalizione          | Seggio di coalizione       | Seggio di coalizione  | 36,58                 | 12 986  | 25,04   | 1                   |        |       |       |
|                               | Paolo Angeletti            | Paolo Angeletti       | Paolo Angeletti       | 7 776   | 14,99   | Partito Democratico | 6 336  | 12,57 | 3     |
| Terni Immagina                | Paolo Angeletti            | Paolo Angeletti       | Paolo Angeletti       | 7 776   | 14,99   | 1 672               | 3,32   | –     |       |
| Seggio di coalizione          | Seggio di coalizione       | Seggio di coalizione  | Paolo Angeletti       | 7 776   | 14,99   | 1                   |        |       |       |
|                               | Alessandro Gentiletti      | Alessandro Gentiletti | Alessandro Gentiletti | 2 024   | 3,90    | Senso Civico        | 2 011  | 3,99  | –     |
| Seggio di coalizione          | Seggio di coalizione       | Seggio di coalizione  | Alessandro Gentiletti | 2 024   | 3,90    | 1                   |        |       |       |
|                               | Andrea Rosati              | Andrea Rosati         | Andrea Rosati         | 1 680   | 3,24    | Prima Terni         | 1 627  | 3,23  | –     |
|                               | Emiliano Camuzzi           | Emiliano Camuzzi      | Emiliano Camuzzi      | 759     | 1,46    | Potere al Popolo!   | 792    | 1,57  | –     |
|                               | Piergiorgio Bonomi         | Piergiorgio Bonomi    | Piergiorgio Bonomi    | 603     | 1,16    | CasaPound           | 615    | 1,22  | –     |
|                               | Mariano De Persio          | Mariano De Persio     | Mariano De Persio     | 506     | 0,98    | Partito Comunista   | 468    | 0,93  | –     |
| Totale                        | Totale                     | 41 291                | 100                   | 51 865  | 100     |                     | 50 405 | 100   | 32    |
|                               |                            |                       |                       |         |         |                     |        |       |       |
| Fonte: Ministero dell'interno |                            |                       |                       |         |         |                     |        |       |       |

### Marche

#### Ancona
| Candidati                     | Candidati                     | II turno             | II turno         | I turno | I turno | Liste               | Voti   | %     | Seggi |
| Candidati                     | Candidati                     | Voti                 | %                | Voti    | %       | Liste               | Voti   | %     | Seggi |
| ----------------------------- | ----------------------------- | -------------------- | ---------------- | ------- | ------- | ------------------- | ------ | ----- | ----- |
|                               | Valeria Mancinelli ✔️ Sindaco | 21 152               | 62,78            | 20 738  | 47,92   | Partito Democratico | 12 317 | 30,33 | 14    |
| Ancora per Ancona             | Valeria Mancinelli ✔️ Sindaco | 21 152               | 62,78            | 20 738  | 47,92   | 3 173               | 7,81   | 3     |       |
| Ancona Popolare               | Valeria Mancinelli ✔️ Sindaco | 21 152               | 62,78            | 20 738  | 47,92   | 1 961               | 4,83   | 2     |       |
| Federazione dei Verdi         | Valeria Mancinelli ✔️ Sindaco | 21 152               | 62,78            | 20 738  | 47,92   | 1 750               | 4,31   | 1     |       |
| Centristi per Ancona          | Valeria Mancinelli ✔️ Sindaco | 21 152               | 62,78            | 20 738  | 47,92   | 296                 | 0,73   | –     |       |
|                               | Stefano Tombolini             | 12 541               | 37,22            | 12 308  | 28,44   | Lega                | 5 047  | 12,43 | 3     |
| 60100 Ancona                  | Stefano Tombolini             | 12 541               | 37,22            | 12 308  | 28,44   | 2 347               | 5,78   | 1     |       |
| Fratelli d'Italia             | Stefano Tombolini             | 12 541               | 37,22            | 12 308  | 28,44   | 1 795               | 4,42   | 1     |       |
| Forza Italia                  | Stefano Tombolini             | 12 541               | 37,22            | 12 308  | 28,44   | 1 756               | 4,32   | 1     |       |
| Servire Ancona                | Stefano Tombolini             | 12 541               | 37,22            | 12 308  | 28,44   | 430                 | 1,06   | –     |       |
| Unione di Centro              | Stefano Tombolini             | 12 541               | 37,22            | 12 308  | 28,44   | 318                 | 0,78   | –     |       |
| Seggio di coalizione          | Seggio di coalizione          | Seggio di coalizione | 37,22            | 12 308  | 28,44   | 1                   |        |       |       |
|                               | Daniela Diomedi               | Daniela Diomedi      | Daniela Diomedi  | 7 397   | 17,09   | Movimento 5 Stelle  | 6 685  | 16,46 | 3     |
| Seggio di coalizione          | Seggio di coalizione          | Seggio di coalizione | Daniela Diomedi  | 7 397   | 17,09   | 1                   |        |       |       |
|                               | Francesco Rubini              | Francesco Rubini     | Francesco Rubini | 2 830   | 6,54    | Altra Idea di Città | 2 732  | 6,73  | –     |
| Seggio di coalizione          | Seggio di coalizione          | Seggio di coalizione | Francesco Rubini | 2 830   | 6,54    | 1                   |        |       |       |
| Totale                        | Totale                        | 33 693               | 100              | 43 273  | 100     |                     | 40 607 | 100   | 32    |
|                               |                               |                      |                  |         |         |                     |        |       |       |
| Fonte: Ministero dell'interno |                               |                      |                  |         |         |                     |        |       |       |

### Lazio

#### Viterbo
| Candidati                     | Candidati                       | II turno                  | II turno                  | I turno | I turno | Liste                | Voti   | %     | Seggi |
| Candidati                     | Candidati                       | Voti                      | %                         | Voti    | %       | Liste                | Voti   | %     | Seggi |
| ----------------------------- | ------------------------------- | ------------------------- | ------------------------- | ------- | ------- | -------------------- | ------ | ----- | ----- |
|                               | Giovanni Maria Arena ✔️ Sindaco | 12 377                    | 51,09                     | 13 022  | 40,22   | Forza Italia         | 4 298  | 13,99 | 6     |
| Fratelli d'Italia             | Giovanni Maria Arena ✔️ Sindaco | 12 377                    | 51,09                     | 13 022  | 40,22   | 4 127                | 13,44  | 6     |       |
| Lega per Salvini Premier      | Giovanni Maria Arena ✔️ Sindaco | 12 377                    | 51,09                     | 13 022  | 40,22   | 3 833                | 12,48  | 6     |       |
| FondAzione!                   | Giovanni Maria Arena ✔️ Sindaco | 12 377                    | 51,09                     | 13 022  | 40,22   | 1 491                | 4,85   | 2     |       |
|                               | Chiara Frontini                 | 11 847                    | 48,91                     | 5 684   | 17,56   | Viterbo Venti Venti  | 3 451  | 11,23 | 3     |
| Viterbo cambia                | Chiara Frontini                 | 11 847                    | 48,91                     | 5 684   | 17,56   | 1 050                | 3,42   | –     |       |
| Seggio di coalizione          | Seggio di coalizione            | Seggio di coalizione      | 48,91                     | 5 684   | 17,56   | 1                    |        |       |       |
|                               | Francesco Serra                 | Francesco Serra           | Francesco Serra           | 3 544   | 10,95   | Impegno comune       | 1 644  | 5,35  | 1     |
| Viterbo dei cittadini         | Francesco Serra                 | Francesco Serra           | Francesco Serra           | 3 544   | 10,95   | 1 473                | 4,80   | 1     |       |
| Seggio di coalizione          | Seggio di coalizione            | Seggio di coalizione      | Francesco Serra           | 3 544   | 10,95   | 1                    |        |       |       |
|                               | Lisetta "Luisa" Ciambella       | Lisetta "Luisa" Ciambella | Lisetta "Luisa" Ciambella | 3 524   | 10,89   | Partito Democratico  | 2 487  | 8,10  | 2     |
| Orizzonte comune              | Lisetta "Luisa" Ciambella       | Lisetta "Luisa" Ciambella | Lisetta "Luisa" Ciambella | 3 524   | 10,89   | 867                  | 2,82   | –     |       |
| La voce dei giovani viterbesi | Lisetta "Luisa" Ciambella       | Lisetta "Luisa" Ciambella | Lisetta "Luisa" Ciambella | 3 524   | 10,89   | 480                  | 1,56   | –     |       |
| Seggio di coalizione          | Seggio di coalizione            | Seggio di coalizione      | Lisetta "Luisa" Ciambella | 3 524   | 10,89   | 1                    |        |       |       |
|                               | Filippo Rossi                   | Filippo Rossi             | Filippo Rossi             | 2 640   | 8,15    | Viva Viterbo         | 1 301  | 4,24  | –     |
| Area civica                   | Filippo Rossi                   | Filippo Rossi             | Filippo Rossi             | 2 640   | 8,15    | 744                  | 2,42   | –     |       |
| Seggio di coalizione          | Seggio di coalizione            | Seggio di coalizione      | Filippo Rossi             | 2 640   | 8,15    | 1                    |        |       |       |
|                               | Massimo Erbetti                 | Massimo Erbetti           | Massimo Erbetti           | 2 174   | 6,72    | Movimento 5 Stelle   | 1 917  | 6,24  | –     |
| Seggio di coalizione          | Seggio di coalizione            | Seggio di coalizione      | Massimo Erbetti           | 2 174   | 6,72    | 1                    |        |       |       |
|                               | Claudio Taglia                  | Claudio Taglia            | Claudio Taglia            | 1 016   | 3,14    | CasaPound            | 786    | 2,56  | –     |
| Viterbo in musica             | Claudio Taglia                  | Claudio Taglia            | Claudio Taglia            | 1 016   | 3,14    | 98                   | 0,32   | –     |       |
|                               | Paola Celletti                  | Paola Celletti            | Paola Celletti            | 769     | 2,38    | Lavoro e beni comuni | 670    | 2,18  | –     |
| Totale                        | Totale                          | 24 224                    | 100                       | 32 373  | 100     |                      | 30 717 | 100   | 32    |
|                               |                                 |                           |                           |         |         |                      |        |       |       |
| Schede bianche                | Schede bianche                  | 132                       | 0,53                      | 96      | 0,29    |                      |        |       |       |
| Schede nulle                  | Schede nulle                    | 364                       | 1,47                      | 936     | 2,80    |                      |        |       |       |
| Votanti                       | Votanti                         | 24 719                    | 46,39                     | 33 405  | 62,69   |                      |        |       |       |
| Elettori                      | Elettori                        | 53 289                    |                           | 53 289  |         |                      |        |       |       |
|                               |                                 |                           |                           |         |         |                      |        |       |       |
| Fonte: Ministero dell'interno |                                 |                           |                           |         |         |                      |        |       |       |

### Abruzzo

#### Teramo
| Candidati                     | Candidati                      | II turno             | II turno            | I turno | I turno | Liste                | Voti   | %     | Seggi |
| Candidati                     | Candidati                      | Voti                 | %                   | Voti    | %       | Liste                | Voti   | %     | Seggi |
| ----------------------------- | ------------------------------ | -------------------- | ------------------- | ------- | ------- | -------------------- | ------ | ----- | ----- |
|                               | Gianguido D'Alberto ✔️ Sindaco | 12 205               | 53,26               | 6 492   | 21,13   | Partito Democratico  | 2 565  | 8,63  | 8     |
| Insieme Possiamo              | Gianguido D'Alberto ✔️ Sindaco | 12 205               | 53,26               | 6 492   | 21,13   | 2 303                | 7,75   | 8     |       |
| Teramo Vive                   | Gianguido D'Alberto ✔️ Sindaco | 12 205               | 53,26               | 6 492   | 21,13   | 809                  | 2,72   | 2     |       |
| Teramo 3.0                    | Gianguido D'Alberto ✔️ Sindaco | 12 205               | 53,26               | 6 492   | 21,13   | 702                  | 2,36   | 2     |       |
|                               | Giandonato Morra               | 10 713               | 46,74               | 10 638  | 34,63   | Futuro In            | 3 256  | 10,96 | 2     |
| Forza Italia                  | Giandonato Morra               | 10 713               | 46,74               | 10 638  | 34,63   | 2 634                | 8,86   | 1     |       |
| Fratelli d'Italia             | Giandonato Morra               | 10 713               | 46,74               | 10 638  | 34,63   | 2 085                | 7,02   | 1     |       |
| Lega                          | Giandonato Morra               | 10 713               | 46,74               | 10 638  | 34,63   | 1 785                | 6,01   | 1     |       |
| Oltre Teramo 2023             | Giandonato Morra               | 10 713               | 46,74               | 10 638  | 34,63   | 1 525                | 5,13   | 1     |       |
| Il Popolo della Famiglia      | Giandonato Morra               | 10 713               | 46,74               | 10 638  | 34,63   | 118                  | 0,40   | –     |       |
| Seggio di coalizione          | Seggio di coalizione           | Seggio di coalizione | 46,74               | 10 638  | 34,63   | 1                    |        |       |       |
|                               | Cristiano Rocchetti            | Cristiano Rocchetti  | Cristiano Rocchetti | 5 063   | 16,48   | Movimento 5 Stelle   | 3 934  | 13,24 | 1     |
| Seggio di coalizione          | Seggio di coalizione           | Seggio di coalizione | Cristiano Rocchetti | 5 063   | 16,48   | 1                    |        |       |       |
|                               | Mauro Di Dalmazio              | Mauro Di Dalmazio    | Mauro Di Dalmazio   | 3 532   | 11,50   | Al Centro per Teramo | 2 524  | 8,49  | 1     |
| Azione Politica               | Mauro Di Dalmazio              | Mauro Di Dalmazio    | Mauro Di Dalmazio   | 3 532   | 11,50   | 1 013                | 3,41   | –     |       |
| Seggio di coalizione          | Seggio di coalizione           | Seggio di coalizione | Mauro Di Dalmazio   | 3 532   | 11,50   | 1                    |        |       |       |
|                               | Giovanni Cavallari             | Giovanni Cavallari   | Giovanni Cavallari  | 3 146   | 10,24   | Bella Teramo         | 2 596  | 8,74  | –     |
| Seggio di coalizione          | Seggio di coalizione           | Seggio di coalizione | Giovanni Cavallari  | 3 146   | 10,24   | 1                    |        |       |       |
|                               | Alberto Covelli                | Alberto Covelli      | Alberto Covelli     | 1 580   | 5,14    | Abruzzo Insieme      | 909    | 3,06  | –     |
| Popolari con Teramo           | Alberto Covelli                | Alberto Covelli      | Alberto Covelli     | 1 580   | 5,14    | 720                  | 2,42   | –     |       |
|                               | Paola Cardelli                 | Paola Cardelli       | Paola Cardelli      | 271     | 0,88    | Sinistra per Teramo  | 236    | 0,79  | –     |
| Totale                        | Totale                         | 22 918               | 100                 | 30 722  | 100     |                      | 29 714 | 100   | 32    |
|                               |                                |                      |                     |         |         |                      |        |       |       |
| Fonte: Ministero dell'interno |                                |                      |                     |         |         |                      |        |       |       |

### Campania

#### Avellino
| Candidati                      | Candidati                  | II turno             | II turno            | I turno | I turno | Liste                    | Voti   | %     | Seggi |
| Candidati                      | Candidati                  | Voti                 | %                   | Voti    | %       | Liste                    | Voti   | %     | Seggi |
| ------------------------------ | -------------------------- | -------------------- | ------------------- | ------- | ------- | ------------------------ | ------ | ----- | ----- |
|                                | Vincenzo Ciampi ✔️ Sindaco | 13 694               | 59,54               | 6 535   | 20,23   | Movimento 5 Stelle       | 4 465  | 14,20 | 5     |
|                                | Nello Pizza                | 9 307                | 40,46               | 13 871  | 42,93   | Partito Democratico      | 5 241  | 16,66 | 6     |
| Davvero Avellino               | Nello Pizza                | 9 307                | 40,46               | 13 871  | 42,93   | 3 056                    | 9,72   | 3     |       |
| Avellino è Popolare            | Nello Pizza                | 9 307                | 40,46               | 13 871  | 42,93   | 2 211                    | 7,03   | 2     |       |
| Insieme Protagonisti           | Nello Pizza                | 9 307                | 40,46               | 13 871  | 42,93   | 1 787                    | 5,68   | 2     |       |
| Avellino Rinasce               | Nello Pizza                | 9 307                | 40,46               | 13 871  | 42,93   | 1 565                    | 4,98   | 2     |       |
| Avellino Libera è Protagonista | Nello Pizza                | 9 307                | 40,46               | 13 871  | 42,93   | 1 461                    | 4,65   | 1     |       |
| Avellino Democratica           | Nello Pizza                | 9 307                | 40,46               | 13 871  | 42,93   | 1 430                    | 4,55   | 1     |       |
| Seggio di coalizione           | Seggio di coalizione       | Seggio di coalizione | 40,46               | 13 871  | 42,93   | 1                        |        |       |       |
|                                | Luca Cipriano              | Luca Cipriano        | Luca Cipriano       | 4 233   | 13,10   | Mai Più                  | 3 147  | 10,01 | 2     |
| Seggio di coalizione           | Seggio di coalizione       | Seggio di coalizione | Luca Cipriano       | 4 233   | 13,10   | 1                        |        |       |       |
|                                | Sabino Morano              | Sabino Morano        | Sabino Morano       | 3 376   | 10,45   | Forza Italia             | 1 826  | 5,81  | 2     |
| Lega                           | Sabino Morano              | Sabino Morano        | Sabino Morano       | 3 376   | 10,45   | 1 299                    | 4,13   | 1     |       |
| Unione di Centro               | Sabino Morano              | Sabino Morano        | Sabino Morano       | 3 376   | 10,45   | 497                      | 1,58   | –     |       |
| Noi con Avellino               | Sabino Morano              | Sabino Morano        | Sabino Morano       | 3 376   | 10,45   | 155                      | 0,49   | –     |       |
| Seggio di coalizione           | Seggio di coalizione       | Seggio di coalizione | Sabino Morano       | 3 376   | 10,45   | 1                        |        |       |       |
|                                | Costantino Preziosi        | Costantino Preziosi  | Costantino Preziosi | 2 070   | 6,41    | La Svolta Inizia da Te!  | 1 286  | 4,09  | –     |
| Fratelli d'Italia              | Costantino Preziosi        | Costantino Preziosi  | Costantino Preziosi | 2 070   | 6,41    | 317                      | 1,01   | –     |       |
| Seggio di coalizione           | Seggio di coalizione       | Seggio di coalizione | Costantino Preziosi | 2 070   | 6,41    | 1                        |        |       |       |
|                                | Nadia Arace                | Nadia Arace          | Nadia Arace         | 1 359   | 4,21    | Si Può                   | 1 013  | 3,22  | –     |
| Seggio di coalizione           | Seggio di coalizione       | Seggio di coalizione | Nadia Arace         | 1 359   | 4,21    | 1                        |        |       |       |
|                                | Massimo Passaro            | Massimo Passaro      | Massimo Passaro     | 680     | 2,10    | I Cittadini in Movimento | 596    | 1,90  | –     |
|                                | Giuliano Bello             | Giuliano Bello       | Giuliano Bello      | 183     | 0,57    | CasaPound                | 99     | 0,31  | –     |
| Totale                         | Totale                     | 23 001               | 100                 | 32 307  | 100     |                          | 31 451 | 100   | 32    |
|                                |                            |                      |                     |         |         |                          |        |       |       |
| Fonte: Ministero dell'interno  |                            |                      |                     |         |         |                          |        |       |       |

### Puglia

#### Barletta
|                                     | Cosimo Cannito ✔️ Sindaco | 26 587               | 53,03 | Cannito Sindaco       | 5 492  | 11,34 | 4  |  |  |
| Scelta Popolare                     | Cosimo Cannito ✔️ Sindaco | 26 587               | 53,03 | 3 483                 | 7,19   | 3     |    |  |  |
| Forza Barletta                      | Cosimo Cannito ✔️ Sindaco | 26 587               | 53,03 | 2 984                 | 6,16   | 2     |    |  |  |
| La Buona Politica                   | Cosimo Cannito ✔️ Sindaco | 26 587               | 53,03 | 2 981                 | 6,16   | 2     |    |  |  |
| Barletta Attiva                     | Cosimo Cannito ✔️ Sindaco | 26 587               | 53,03 | 2 758                 | 5,70   | 2     |    |  |  |
| Noi con Barletta                    | Cosimo Cannito ✔️ Sindaco | 26 587               | 53,03 | 2 681                 | 5,54   | 2     |    |  |  |
| Iniziativa Democratica per Barletta | Cosimo Cannito ✔️ Sindaco | 26 587               | 53,03 | 2 327                 | 4,81   | 2     |    |  |  |
| Lealtà e Progresso                  | Cosimo Cannito ✔️ Sindaco | 26 587               | 53,03 | 2 142                 | 4,42   | 1     |    |  |  |
| Insieme per Barletta                | Cosimo Cannito ✔️ Sindaco | 26 587               | 53,03 | 2 011                 | 4,15   | 1     |    |  |  |
| Progetto Barletta                   | Cosimo Cannito ✔️ Sindaco | 26 587               | 53,03 | 1 674                 | 3,46   | 1     |    |  |  |
|                                     | Michelangelo Filannino    | 9 336                | 18,62 | Movimento 5 Stelle    | 6 950  | 14,35 | 3  |  |  |
| Seggio di coalizione                | Seggio di coalizione      | Seggio di coalizione | 18,62 | 1                     |        |       |    |  |  |
|                                     | Dino Delvecchio           | 6 882                | 13,73 | Partito Democratico   | 5 390  | 11,13 | 4  |  |  |
| Barletta Più                        | Dino Delvecchio           | 6 882                | 13,73 | 734                   | 1,52   | –     |    |  |  |
| Articolo Uno                        | Dino Delvecchio           | 6 882                | 13,73 | 691                   | 1,43   | –     |    |  |  |
| Barletta Verso Futuro               | Dino Delvecchio           | 6 882                | 13,73 | 674                   | 1,39   | –     |    |  |  |
| Seggio di coalizione                | Seggio di coalizione      | Seggio di coalizione | 13,73 | 1                     |        |       |    |  |  |
|                                     | Carmine Doronzo           | 4 831                | 9,64  | Città Futura          | 1 047  | 2,16  | 1  |  |  |
| Sinistra Italiana                   | Carmine Doronzo           | 4 831                | 9,64  | 922                   | 1,90   | –     |    |  |  |
| #Reset Barletta                     | Carmine Doronzo           | 4 831                | 9,64  | 606                   | 1,25   | –     |    |  |  |
| Coalizione Civica                   | Carmine Doronzo           | 4 831                | 9,64  | 505                   | 1,04   | –     |    |  |  |
| Seggio di coalizione                | Seggio di coalizione      | Seggio di coalizione | 9,64  | 1                     |        |       |    |  |  |
|                                     | Flavio Basile             | 2 349                | 4,69  | Lega                  | 2 209  | 4,56  | –  |  |  |
| Seggio di coalizione                | Seggio di coalizione      | Seggio di coalizione | 4,69  | 1                     |        |       |    |  |  |
|                                     | Rosa Gadaleta             | 149                  | 0,30  | Rivoluzione Cristiana | 165    | 0,34  | –  |  |  |
| Totale                              | Totale                    | 50 134               | 100   |                       | 48 426 | 100   | 32 |  |  |
|                                     |                           |                      |       |                       |        |       |    |  |  |
| Fonte: Ministero dell'interno       |                           |                      |       |                       |        |       |    |  |  |

#### Brindisi
| Candidati                                 | Candidati                 | II turno             | II turno         | I turno | I turno | Liste                         | Voti   | %     | Seggi |
| Candidati                                 | Candidati                 | Voti                 | %                | Voti    | %       | Liste                         | Voti   | %     | Seggi |
| ----------------------------------------- | ------------------------- | -------------------- | ---------------- | ------- | ------- | ----------------------------- | ------ | ----- | ----- |
|                                           | Riccardo Rossi ✔️ Sindaco | 16 658               | 56,61            | 10 253  | 23,50   | Partito Democratico           | 4 079  | 9,64  | 9     |
| Brindisi Bene Comune                      | Riccardo Rossi ✔️ Sindaco | 16 658               | 56,61            | 10 253  | 23,50   | 2 869                         | 6,78   | 6     |       |
| Liberi e Uguali                           | Riccardo Rossi ✔️ Sindaco | 16 658               | 56,61            | 10 253  | 23,50   | 1 698                         | 4,01   | 3     |       |
| Ora Tocca a Noi                           | Riccardo Rossi ✔️ Sindaco | 16 658               | 56,61            | 10 253  | 23,50   | 953                           | 2,25   | 2     |       |
|                                           | Roberto Cavalera          | 12 770               | 43,39            | 15 148  | 34,72   | Partito Repubblicano Italiano | 3 618  | 8,55  | 1     |
| Brindisi in Alto                          | Roberto Cavalera          | 12 770               | 43,39            | 15 148  | 34,72   | 3 159                         | 7,47   | 1     |       |
| Forza Italia                              | Roberto Cavalera          | 12 770               | 43,39            | 15 148  | 34,72   | 3 131                         | 7,40   | 1     |       |
| Brindisi Popolare - Coerenti per Brindisi | Roberto Cavalera          | 12 770               | 43,39            | 15 148  | 34,72   | 2 667                         | 6,30   | 1     |       |
| IdeA per Brindisi                         | Roberto Cavalera          | 12 770               | 43,39            | 15 148  | 34,72   | 2 309                         | 5,46   | 1     |       |
| Brindisi Virtuosa - Unione di Centro      | Roberto Cavalera          | 12 770               | 43,39            | 15 148  | 34,72   | 1 666                         | 3,94   | –     |       |
| Seggio di coalizione                      | Seggio di coalizione      | Seggio di coalizione | 43,39            | 15 148  | 34,72   | 1                             |        |       |       |
|                                           | Gianluca Serra            | Gianluca Serra       | Gianluca Serra   | 9 307   | 21,33   | Movimento 5 Stelle            | 7 514  | 17,76 | 2     |
| Seggio di coalizione                      | Seggio di coalizione      | Seggio di coalizione | Gianluca Serra   | 9 307   | 21,33   | 1                             |        |       |       |
|                                           | Massimo Ciullo            | Massimo Ciullo       | Massimo Ciullo   | 8 029   | 18,40   | Ciullo Sindaco (M+39-FdI)     | 2 663  | 6,30  | 1     |
| Lega                                      | Massimo Ciullo            | Massimo Ciullo       | Massimo Ciullo   | 8 029   | 18,40   | 2 128                         | 5,03   | 1     |       |
| Noi con l'Italia                          | Massimo Ciullo            | Massimo Ciullo       | Massimo Ciullo   | 8 029   | 18,40   | 1 999                         | 4,73   | –     |       |
| Movimento Nazionale per la Sovranità      | Massimo Ciullo            | Massimo Ciullo       | Massimo Ciullo   | 8 029   | 18,40   | 914                           | 2,16   | –     |       |
| Seggio di coalizione                      | Seggio di coalizione      | Seggio di coalizione | Massimo Ciullo   | 8 029   | 18,40   | 1                             |        |       |       |
|                                           | Ferruccio Di Noi          | Ferruccio Di Noi     | Ferruccio Di Noi | 894     | 2,05    | Impegno Sociale               | 935    | 2,21  | –     |
| Totale                                    | Totale                    | 29 428               | 100              | 43 631  | 100     |                               | 42 302 | 100   | 32    |
|                                           |                           |                      |                  |         |         |                               |        |       |       |
| Fonte: Ministero dell'interno             |                           |                      |                  |         |         |                               |        |       |       |

### Sicilia

#### Catania
| Candidati                       | Candidati                     | Voti                        | %     | Liste                  | Voti    | %     | Seggi |
| ------------------------------- | ----------------------------- | --------------------------- | ----- | ---------------------- | ------- | ----- | ----- |
|                                 | Salvo Pogliese Eletto sindaco | 69.029                      | 52,29 | Forza Italia           | 13.481  | 11,04 | 6     |
| Salvo Pogliese Sindaco          | Salvo Pogliese Eletto sindaco | 69.029                      | 52,29 | 13.130                 | 10,75   | 5     |       |
| Grande Catania                  | Salvo Pogliese Eletto sindaco | 69.029                      | 52,29 | 10.230                 | 8,38    | 4     |       |
| DiventeràBellissima             | Salvo Pogliese Eletto sindaco | 69.029                      | 52,29 | 7.220                  | 5,91    | 3     |       |
| Fratelli d'Italia               | Salvo Pogliese Eletto sindaco | 69.029                      | 52,29 | 7.177                  | 5,88    | 3     |       |
| In Campo con Pogliese           | Salvo Pogliese Eletto sindaco | 69.029                      | 52,29 | 6.668                  | 5,46    | 2     |       |
| Catania in Azione               | Salvo Pogliese Eletto sindaco | 69.029                      | 52,29 | 5.000                  | 4,09    | -     |       |
| Unione di Centro                | Salvo Pogliese Eletto sindaco | 69.029                      | 52,29 | 4.639                  | 3,80    | -     |       |
| Lega - Noi con Salvini          | Salvo Pogliese Eletto sindaco | 69.029                      | 52,29 | 2.056                  | 1,68    | -     |       |
|                                 | Enzo Bianco                   | 34.858                      | 26,41 | Con Bianco per Catania | 10.357  | 8,48  | 3     |
| Catania 2.0                     | Enzo Bianco                   | 34.858                      | 26,41 | 8.806                  | 7,21    | 3     |       |
| Cambiamento Reale - Voce Civica | Enzo Bianco                   | 34.858                      | 26,41 | 5.259                  | 4,31    | -     |       |
| Primavera per Catania           | Enzo Bianco                   | 34.858                      | 26,41 | 3.527                  | 2,89    | -     |       |
| I Progressisti                  | Enzo Bianco                   | 34.858                      | 26,41 | 2.123                  | 1,74    | -     |       |
| Seggio al candidato sindaco     | Seggio al candidato sindaco   | Seggio al candidato sindaco | 26,41 | 1                      |         |       |       |
|                                 | Giovanni Grasso               | 20.996                      | 15,91 | Movimento 5 Stelle     | 16.494  | 13,51 | 6     |
|                                 | Emiliano Abramo               | 4.727                       | 3,58  | È Catania              | 3.822   | 3,13  | -     |
|                                 | Riccardo Pellegrino           | 2.388                       | 1,81  | Un Cuore per Catania   | 2.133   | 1,75  | -     |
| Totale                          | Totale                        | 131.998                     | 100   |                        | 122.122 | 100   | 36    |

Fonti: Voti - Seggi

#### Messina
| Candidati                         | Candidati                               | Voti                        | %     | Liste                                  | Voti    | %     | Seggi |
| --------------------------------- | --------------------------------------- | --------------------------- | ----- | -------------------------------------- | ------- | ----- | ----- |
|                                   | Placido Bramanti Accede al ballottaggio | 33.683                      | 28,26 | Ora Messina                            | 7.285   | 6,59  | 5     |
| Bramanti Sindaco                  | Placido Bramanti Accede al ballottaggio | 33.683                      | 28,26 | 6.351                                  | 5,74    | 4     |       |
| Forza Italia                      | Placido Bramanti Accede al ballottaggio | 33.683                      | 28,26 | 5.675                                  | 5,13    | 3     |       |
| DiventeràBellissima               | Placido Bramanti Accede al ballottaggio | 33.683                      | 28,26 | 5.223                                  | 4,72    | -     |       |
| Insieme per Messina               | Placido Bramanti Accede al ballottaggio | 33.683                      | 28,26 | 5.217                                  | 4,72    | -     |       |
| Peloro 2023                       | Placido Bramanti Accede al ballottaggio | 33.683                      | 28,26 | 4.330                                  | 3,92    | -     |       |
| Fratelli d'Italia                 | Placido Bramanti Accede al ballottaggio | 33.683                      | 28,26 | 3.440                                  | 3,11    | -     |       |
| Noi con Salvini                   | Placido Bramanti Accede al ballottaggio | 33.683                      | 28,26 | 2.797                                  | 2,53    | -     |       |
| Popolari e Autonomisti            | Placido Bramanti Accede al ballottaggio | 33.683                      | 28,26 | 1.909                                  | 1,73    | -     |       |
| Il Popolo della Famiglia          | Placido Bramanti Accede al ballottaggio | 33.683                      | 28,26 | 246                                    | 0,22    | -     |       |
| Seggio al candidato sindaco       | Seggio al candidato sindaco             | Seggio al candidato sindaco | 28,26 | 1                                      |         |       |       |
|                                   | Cateno De Luca Accede al ballottaggio   | 23.616                      | 19,81 | De Luca Sindaco di Messina             | 4.508   | 4,08  | -     |
| La Svolta per Messina             | Cateno De Luca Accede al ballottaggio   | 23.616                      | 19,81 | 3.738                                  | 3,38    | -     |       |
| Messina Sud                       | Cateno De Luca Accede al ballottaggio   | 23.616                      | 19,81 | 2.147                                  | 1,94    | -     |       |
| Messina Nord                      | Cateno De Luca Accede al ballottaggio   | 23.616                      | 19,81 | 1.561                                  | 1,41    | -     |       |
| Messina Centro                    | Cateno De Luca Accede al ballottaggio   | 23.616                      | 19,81 | 1.279                                  | 1,16    | -     |       |
| Giovani x De Luca Sindaco         | Cateno De Luca Accede al ballottaggio   | 23.616                      | 19,81 | 784                                    | 0,71    | -     |       |
|                                   | Antonio Saitta                          | 21.767                      | 18,26 | Partito Democratico                    | 6.853   | 6,20  | 4     |
| LiberaMe                          | Antonio Saitta                          | 21.767                      | 18,26 | 6.329                                  | 5,72    | 4     |       |
| Sicilia Futura                    | Antonio Saitta                          | 21.767                      | 18,26 | 6.190                                  | 5,60    | 4     |       |
| Antonio Saitta Sindaco di Messina | Antonio Saitta                          | 21.767                      | 18,26 | 4.575                                  | 4,14    | -     |       |
| Articolo Uno                      | Antonio Saitta                          | 21.767                      | 18,26 | 1.724                                  | 1,56    | -     |       |
| Impegno Civico                    | Antonio Saitta                          | 21.767                      | 18,26 | 629                                    | 0,57    | -     |       |
|                                   | Renato Accorinti                        | 16.933                      | 14,21 | Renato Accorinti Sindaco               | 4.675   | 4,23  | -     |
| Cambiamo Messina dal Basso        | Renato Accorinti                        | 16.933                      | 14,21 | 3.373                                  | 3,05    | -     |       |
| Percorso Comune                   | Renato Accorinti                        | 16.933                      | 14,21 | 2.347                                  | 2,12    | -     |       |
|                                   | Gaetano Sciacca                         | 16.172                      | 13,57 | Movimento 5 Stelle                     | 11.109  | 10,05 | 7     |
|                                   | Emilia Barrile                          | 5.081                       | 4,26  | Leali - Progetti per Messina           | 4.660   | 4,21  | -     |
|                                   | Giuseppe Trischitta                     | 1.946                       | 1,63  | Messina Splendida - Trischitta Sindaco | 1.351   | 1,22  | -     |
| Noi per Messina                   | Giuseppe Trischitta                     | 1.946                       | 1,63  | 258                                    | 0,23    | -     |       |
| Totale                            | Totale                                  | 119.198                     | 100   |                                        | 110.305 | 100   | 32    |

Ballottaggio
| Candidati | Candidati                 | Voti   | %     |
| --------- | ------------------------- | ------ | ----- |
|           | Cateno De Luca ✔️ Sindaco | 47.835 | 65,28 |
|           | Placido Bramanti          | 25.442 | 34,72 |
| Totale    |                           |        |       |

Fonti: Primo turno - Secondo turno - Seggi

#### Ragusa
| Candidati                   | Candidati                               | Voti   | %     | Liste               | Voti   | %     | Seggi |
| --------------------------- | --------------------------------------- | ------ | ----- | ------------------- | ------ | ----- | ----- |
|                             | Antonio Tringali Accede al ballottaggio | 7.942  | 22,67 | Movimento 5 Stelle  | 6.249  | 19,67 | 6     |
|                             | Giuseppe Cassì Accede al ballottaggio   | 7.295  | 20,83 | Peppe Cassìndaco    | 3.152  | 9,92  | 14    |
| Movimento Civico Ibleo      | Giuseppe Cassì Accede al ballottaggio   | 7.295  | 20,83 | 942                 | 2,96   | -     |       |
| Ragusa Fuori dagli Schemi   | Giuseppe Cassì Accede al ballottaggio   | 7.295  | 20,83 | 930                 | 2,93   | -     |       |
| Fratelli d'Italia           | Giuseppe Cassì Accede al ballottaggio   | 7.295  | 20,83 | 919                 | 2,89   | -     |       |
|                             | Giorgio Massari                         | 5.288  | 15,10 | Ragusa Prossima     | 2.098  | 6,60  | 1     |
| Ragusa Cantiere Democratico | Giorgio Massari                         | 5.288  | 15,10 | 1.254               | 3,95   | -     |       |
| Ragusa Bene Comune          | Giorgio Massari                         | 5.288  | 15,10 | 766                 | 2,41   | -     |       |
|                             | Maurizio Tumino                         | 5.184  | 14,80 | Insieme             | 1.607  | 5,06  | 1     |
| Maurizio Tumino Sindaco     | Maurizio Tumino                         | 5.184  | 14,80 | 1.494               | 4,70   | -     |       |
| Ragusa Creativa             | Maurizio Tumino                         | 5.184  | 14,80 | 1.471               | 4,63   | -     |       |
| Forza Italia                | Maurizio Tumino                         | 5.184  | 14,80 | 1.281               | 4,03   | -     |       |
|                             | Peppe Calabrese                         | 4.839  | 13,81 | Partito Democratico | 2.540  | 7,99  | 2     |
| Territorio                  | Peppe Calabrese                         | 4.839  | 13,81 | 1.042               | 3,28   | -     |       |
| Pericentro                  | Peppe Calabrese                         | 4.839  | 13,81 | 963                 | 3,03   | -     |       |
| Io Resto Qui                | Peppe Calabrese                         | 4.839  | 13,81 | 479                 | 1,51   | -     |       |
| Ragusiamo                   | Peppe Calabrese                         | 4.839  | 13,81 | 229                 | 0,72   | -     |       |
|                             | Sonia Migliore                          | 3.702  | 10,57 | Lab 2.0             | 1.465  | 4,61  | -     |
| Chiama la Città             | Sonia Migliore                          | 3.702  | 10,57 | 1.056               | 3,32   | -     |       |
| Cambiamola Ora              | Sonia Migliore                          | 3.702  | 10,57 | 833                 | 2,62   | -     |       |
| Progresso e Futuro          | Sonia Migliore                          | 3.702  | 10,57 | 390                 | 1,23   | -     |       |
| Ricostruire Ragusa          | Sonia Migliore                          | 3.702  | 10,57 | 85                  | 0,27   | -     |       |
|                             | Carmelo Ialacqua                        | 778    | 2,22  | Città Futura        | 532    | 1,67  | -     |
| Totale                      | Totale                                  | 26.079 | 100   |                     | 31.777 | 100   | 24    |

Ballottaggio
| Candidati | Candidati                 | Voti   | %     |
| --------- | ------------------------- | ------ | ----- |
|           | Giuseppe Cassì ✔️ Sindaco | 13.492 | 53,07 |
|           | Antonio Tringali          | 11.930 | 46,93 |
| Totale    |                           |        |       |

Fonti: Primo turno - Secondo turno - Seggi

#### Siracusa
| Candidati                             | Candidati                   | II turno             | II turno           | I turno | I turno | Liste                                 | Voti   | %     | Seggi |
| Candidati                             | Candidati                   | Voti                 | %                  | Voti    | %       | Liste                                 | Voti   | %     | Seggi |
| ------------------------------------- | --------------------------- | -------------------- | ------------------ | ------- | ------- | ------------------------------------- | ------ | ----- | ----- |
|                                       | Francesco Italia ✔️ Sindaco | 18 210               | 52,99              | 10 626  | 19,62   | #Fuorisistema per Siracusa            | 3 237  | 6,48  | 3     |
| Siracusa 2023 - Sicilia Futura        | Francesco Italia ✔️ Sindaco | 18 210               | 52,99              | 10 626  | 19,62   | 2 690                                 | 5,38   | 2     |       |
| Francesco Italia Sindaco              | Francesco Italia ✔️ Sindaco | 18 210               | 52,99              | 10 626  | 19,62   | 1 937                                 | 3,87   | –     |       |
|                                       | Ezechia Paolo Reale         | 16 153               | 47,01              | 20 087  | 37,09   | Forza Italia                          | 4 766  | 9,53  | 4     |
| Progetto Siracusa                     | Ezechia Paolo Reale         | 16 153               | 47,01              | 20 087  | 37,09   | 4 299                                 | 8,60   | 4     |       |
| Cantiere Siracusa - Evoluzione Civica | Ezechia Paolo Reale         | 16 153               | 47,01              | 20 087  | 37,09   | 3 870                                 | 7,74   | 4     |       |
| Siracusa Protagonista con Vinciullo   | Ezechia Paolo Reale         | 16 153               | 47,01              | 20 087  | 37,09   | 3 749                                 | 7,50   | 3     |       |
| Amo Siracusa                          | Ezechia Paolo Reale         | 16 153               | 47,01              | 20 087  | 37,09   | 2 703                                 | 5,41   | 2     |       |
| Fratelli d'Italia                     | Ezechia Paolo Reale         | 16 153               | 47,01              | 20 087  | 37,09   | 1 478                                 | 2,96   | –     |       |
| Popolari e Autonomisti                | Ezechia Paolo Reale         | 16 153               | 47,01              | 20 087  | 37,09   | 1 170                                 | 2,34   | –     |       |
| Unione di Centro                      | Ezechia Paolo Reale         | 16 153               | 47,01              | 20 087  | 37,09   | 624                                   | 1,25   | –     |       |
| Seggio di coalizione                  | Seggio di coalizione        | Seggio di coalizione | 47,01              | 20 087  | 37,09   | 1                                     |        |       |       |
|                                       | Silvia Russoniello          | Silvia Russoniello   | Silvia Russoniello | 8 829   | 16,30   | Movimento 5 Stelle                    | 6 418  | 12,84 | –     |
|                                       | Fabio Moschella             | Fabio Moschella      | Fabio Moschella    | 7 101   | 13,11   | Partito Democratico - Siracusa Futura | 2 720  | 5,44  | 2     |
| Presenza Cittadina                    | Fabio Moschella             | Fabio Moschella      | Fabio Moschella    | 7 101   | 13,11   | 2 226                                 | 4,45   | –     |       |
| Prossima - La città delle Persone     | Fabio Moschella             | Fabio Moschella      | Fabio Moschella    | 7 101   | 13,11   | 1 839                                 | 3,68   | –     |       |
|                                       | Giovanni Randazzo           | Giovanni Randazzo    | Giovanni Randazzo  | 3 654   | 6,75    | Lealtà e Condivisione X Siracusa      | 2 880  | 5,76  | 2     |
|                                       | Fabio Granata               | Fabio Granata        | Fabio Granata      | 3 134   | 5,79    | Oltre #Siracusa 2018                  | 1 473  | 2,95  | –     |
| DiventeràBellissima                   | Fabio Granata               | Fabio Granata        | Fabio Granata      | 3 134   | 5,79    | 1 249                                 | 2,50   | –     |       |
|                                       | Ciccio Midolo               | Ciccio Midolo        | Ciccio Midolo      | 724     | 1,34    | Noi con Salvini - Lega                | 664    | 1,33  | –     |
| Totale                                | Totale                      | 34 363               | 100                | 54 155  | 100     |                                       | 49 992 | 100   | 32    |
|                                       |                             |                      |                    |         |         |                                       |        |       |       |
| Fonte: Regione Sicilia                |                             |                      |                    |         |         |                                       |        |       |       |

#### Trapani
|                                  | Giacomo Tranchida ✔️ Sindaco | 24 052 | 70,68 | Amo Trapani            | 4 811  | 14,83 | 4  |  |  |
| Per Trapani                      | Giacomo Tranchida ✔️ Sindaco | 24 052 | 70,68 | 3 610                  | 11,12  | 3     |    |  |  |
| Tranchida il Sindaco per Trapani | Giacomo Tranchida ✔️ Sindaco | 24 052 | 70,68 | 3 237                  | 9,98   | 3     |    |  |  |
| Trapani con Coerenza             | Giacomo Tranchida ✔️ Sindaco | 24 052 | 70,68 | 3 205                  | 9,88   | 3     |    |  |  |
| Trapani Tua                      | Giacomo Tranchida ✔️ Sindaco | 24 052 | 70,68 | 3 017                  | 9,30   | 2     |    |  |  |
| Demos                            | Giacomo Tranchida ✔️ Sindaco | 24 052 | 70,68 | 2 628                  | 8,10   | 2     |    |  |  |
| Cambia-Menti per Trapani         | Giacomo Tranchida ✔️ Sindaco | 24 052 | 70,68 | 2 350                  | 7,24   | 2     |    |  |  |
|                                  | Vito Galluffo                | 4 576  | 13,45 | Trapani Riparte        | 2 106  | 6,49  | 2  |  |  |
| Forza Italia                     | Vito Galluffo                | 4 576  | 13,45 | 1 842                  | 5,68   | 1     |    |  |  |
| Popolari e Autonomisti           | Vito Galluffo                | 4 576  | 13,45 | 1 179                  | 3,63   | –     |    |  |  |
|                                  | Giuseppe Mazzonello          | 4 006  | 11,77 | Movimento 5 Stelle     | 3 197  | 9,85  | 2  |  |  |
|                                  | Bartolomeo Giglio            | 724    | 2,13  | Noi con Salvini - Lega | 581    | 1,79  | –  |  |  |
|                                  | Giuseppe Bologna             | 670    | 1,97  | Scirocco per Trapani   | 687    | 2,12  | –  |  |  |
| Totale                           | Totale                       | 34 028 | 100   |                        | 32 450 | 100   | 24 |  |  |
|                                  |                              |        |       |                        |        |       |    |  |  |
| Fonte: Regione Sicilia           |                              |        |       |                        |        |       |    |  |  |

## Elezioni provinciali

### Elezione del Presidente della Provincia
| Elezioni del Presidente della provincia | Elezioni del Presidente della provincia | Elezioni del Presidente della provincia | Elezioni del Presidente della provincia | Elezioni del Presidente della provincia | Elezioni del Presidente della provincia | Elezioni del Presidente della provincia |
| Provincia                               | Presidente uscente                      | Presidente uscente                      | Presidente eletto                       | Presidente eletto                       | Note                                    |                                         |
| --------------------------------------- | --------------------------------------- | --------------------------------------- | --------------------------------------- | --------------------------------------- | --------------------------------------- | --------------------------------------- |
| Novara                                  |                                         | Matteo Besozzi                          |                                         | Federico Binatti                        | [ 11 ]                                  |                                         |
| Verbano-Cusio-Ossola                    |                                         | Stefano Costa                           |                                         | Arturo Lincio                           | [ 11 ]                                  |                                         |
| Brescia                                 |                                         | Pierluigi Mottinelli                    |                                         | Samuele Alghisi                         | [ 12 ]                                  |                                         |
| Como                                    |                                         | Maria Rita Livio                        |                                         | Fiorenzo Bongiasca                      | [ 13 ]                                  |                                         |
| Lecco                                   |                                         | Flavio Polano                           |                                         | Claudio Usuelli                         | [ 14 ]                                  |                                         |
| Padova                                  |                                         | Enoch Soranzo                           |                                         | Fabio Bui                               | [ 15 ]                                  |                                         |
| Rovigo                                  |                                         | Marco Trombini                          |                                         | Ivan Dall'Ara                           | [ 15 ]                                  |                                         |
| Verona                                  |                                         | Antonio Pastorello                      |                                         | Manuel Scalzotto                        | [ 15 ]                                  |                                         |
| Vicenza                                 |                                         | Achille Variati                         |                                         | Francesco Rucco                         | [ 15 ]                                  |                                         |
| Savona                                  |                                         | Monica Giuliano                         |                                         | Pierangelo Olivieri                     | [ 16 ]                                  |                                         |
| Forlì-Cesena                            |                                         | Davide Drei                             |                                         | Gabriele Antonio Fratto                 | [ 17 ]                                  |                                         |
| Piacenza                                |                                         | Francesco Rolleri                       |                                         | Patrizia Barbieri                       | [ 18 ]                                  |                                         |
| Livorno                                 |                                         | Alessandro Franchi                      |                                         | Maria Ida Bessi                         | [ 19 ]                                  |                                         |
| Pisa                                    |                                         | Marco Filippeschi                       |                                         | Massimiliano Angori                     |                                         |                                         |
| Prato                                   |                                         | Matteo Biffoni                          |                                         | Francesco Puggelli                      | [ 20 ]                                  |                                         |
| Siena                                   |                                         | Fabrizio Nepi                           |                                         | Silvio Franceschelli                    | [ 21 ]                                  |                                         |
| Ancona                                  |                                         | Liana Serrani                           |                                         | Luigi Cerioni                           | [ 22 ]                                  |                                         |
| Ascoli Piceno                           |                                         | Paolo D'Erasmo                          |                                         | Sergio Fabiani                          | [ 23 ]                                  |                                         |
| Pesaro e Urbino                         |                                         | Daniele Tagliolini                      |                                         | Giuseppe Paolini                        | [ 24 ]                                  |                                         |
| Perugia                                 |                                         | Nando Mismetti                          |                                         | Luciano Bacchetta                       | [ 25 ]                                  |                                         |
| Frosinone                               |                                         | Antonio Pompeo                          |                                         | Antonio Pompeo                          | [ 26 ]                                  |                                         |
| Rieti                                   |                                         | Giuseppe Rinaldi                        |                                         | Mariano Calisse                         | [ 27 ]                                  |                                         |
| Chieti                                  |                                         | Mario Pupillo                           |                                         | Mario Pupillo                           | [ 28 ]                                  |                                         |
| Pescara                                 |                                         | Antonio Di Marco                        |                                         | Antonio Zaffiri                         | [ 29 ]                                  |                                         |
| Teramo                                  |                                         | Renzo Di Sabatino                       |                                         | Diego Di Bonaventura                    | [ 30 ]                                  |                                         |
| Benevento                               |                                         | Claudio Ricci                           |                                         | Antonio Di Maria                        | [ 31 ]                                  |                                         |
| Salerno                                 |                                         | Giuseppe Canfora                        |                                         | Michele Strianese                       | [ 32 ]                                  |                                         |
| Brindisi                                |                                         | Maurizio Bruno                          |                                         | Riccardo Rossi                          | [ 33 ]                                  |                                         |
| Foggia                                  |                                         | Francesco Miglio                        |                                         | Nicola Gatta                            | [ 34 ]                                  |                                         |
| Lecce                                   |                                         | Antonio Maria Gabellone                 |                                         | Stefano Minerva                         |                                         |                                         |
| Taranto                                 |                                         | Martino Carmelo Tamburrano              |                                         | Giovanni Gugliotti                      | [ 35 ]                                  |                                         |
| Matera                                  |                                         | Francesco Di Giacomo                    |                                         | Pietro Marrese                          | [ 36 ]                                  |                                         |
| Potenza                                 |                                         | Nicola Valluzzi                         |                                         | Rocco Guarino                           | [ 37 ]                                  |                                         |
| Crotone                                 |                                         | Nicodemo Parrilla                       |                                         | Ugo Pugliese                            | [ 38 ]                                  |                                         |

### Elezione del Presidente della Provincia e del Consiglio provinciale
| Elezioni del Presidente della provincia e del Consiglio provinciale | Elezioni del Presidente della provincia e del Consiglio provinciale | Elezioni del Presidente della provincia e del Consiglio provinciale | Elezioni del Presidente della provincia e del Consiglio provinciale | Elezioni del Presidente della provincia e del Consiglio provinciale | Elezioni del Presidente della provincia e del Consiglio provinciale | Elezioni del Presidente della provincia e del Consiglio provinciale | Elezioni del Presidente della provincia e del Consiglio provinciale | Elezioni del Presidente della provincia e del Consiglio provinciale |
| Provincia                                                           | Presidente uscente                                                  | Presidente uscente                                                  | Presidente eletto                                                   | Presidente eletto                                                   | Consiglio provinciale                                               | Consiglio provinciale                                               | Consiglio provinciale                                               | Note                                                                |
| Provincia                                                           | Presidente uscente                                                  | Presidente uscente                                                  | Presidente eletto                                                   | Presidente eletto                                                   | CSX                                                                 | CDX                                                                 | Altri                                                               | Note                                                                |
| ------------------------------------------------------------------- | ------------------------------------------------------------------- | ------------------------------------------------------------------- | ------------------------------------------------------------------- | ------------------------------------------------------------------- | ------------------------------------------------------------------- | ------------------------------------------------------------------- | ------------------------------------------------------------------- | ------------------------------------------------------------------- |
| Provincia                                                           | Presidente uscente                                                  | Presidente uscente                                                  | Presidente eletto                                                   | Presidente eletto                                                   |                                                                     |                                                                     |                                                                     | Note                                                                |
| Biella                                                              |                                                                     | Emanuele Ramella Pralungo                                           |                                                                     | Gianluca Foglia Barbisin                                            | 10                                                                  | 10                                                                  | 10                                                                  | [ 11 ]                                                              |
| Bergamo                                                             |                                                                     | Matteo Rossi                                                        |                                                                     | Gianfranco Gafforelli                                               | 8                                                                   | 8                                                                   | ―                                                                   | [ 39 ]                                                              |
| Lodi                                                                |                                                                     | Mauro Soldati                                                       |                                                                     | Francesco Passerini                                                 | ―                                                                   | 10                                                                  | ―                                                                   | [ 40 ]                                                              |
| Sondrio                                                             |                                                                     | Luca Della Bitta                                                    |                                                                     | Elio Moretti                                                        | 2                                                                   | 8                                                                   | ―                                                                   | [ 41 ]                                                              |
| Varese                                                              |                                                                     | Nicola Gunnar Vincenzi                                              |                                                                     | Emanuele Antonelli                                                  | 6                                                                   | 11                                                                  | ―                                                                   | [ 42 ]                                                              |
| Ferrara                                                             |                                                                     | Tiziano Tagliani                                                    |                                                                     | Barbara Paron                                                       | 6                                                                   | 4                                                                   | 2                                                                   | [ 43 ]                                                              |
| Modena                                                              |                                                                     | Gian Carlo Muzzarelli                                               |                                                                     | Gian Domenico Tomei                                                 | 8                                                                   | 3                                                                   | 1                                                                   | [ 44 ]                                                              |
| Parma                                                               |                                                                     | Filippo Fritelli                                                    |                                                                     | Diego Rossi                                                         | 5                                                                   | 3                                                                   | 4                                                                   | [ 45 ]                                                              |
| Reggio Emilia                                                       |                                                                     | Gianmaria Manghi                                                    |                                                                     | Giorgio Zanni                                                       | 10                                                                  | 2                                                                   | —                                                                   | [ 46 ]                                                              |
| Rimini                                                              |                                                                     | Andrea Gnassi                                                       |                                                                     | Riziero Santi                                                       | 7                                                                   | 5                                                                   | —                                                                   | [ 47 ]                                                              |
| Arezzo                                                              |                                                                     | Roberto Vasai                                                       |                                                                     | Silvia Chiassai Martini                                             | 6                                                                   | 6                                                                   | —                                                                   | [ 48 ]                                                              |
| Avellino                                                            |                                                                     | Domenico Gambacorta                                                 |                                                                     | Domenico Biancardi                                                  | 6                                                                   | 3                                                                   | 3                                                                   | [ 49 ]                                                              |
| Catanzaro                                                           |                                                                     | Vincenzo Bruno                                                      |                                                                     | Sergio Abramo                                                       | 3                                                                   | 7                                                                   | 2                                                                   | [ 50 ] [ 51 ]                                                       |
| Vibo Valentia                                                       |                                                                     | Andrea Niglia                                                       |                                                                     | Salvatore Solano                                                    | 3                                                                   | 5                                                                   | 2                                                                   | [ 52 ]                                                              |

### Elezione del Consiglio provinciale
|               |  |                          |    |    |    |        |
| Alessandria   |  | Gianfranco Lorenzo Baldi | 7  | 5  | ―  | [ 53 ] |
| Asti          |  | Marco Gabusi             | 10 | 10 | 10 | [ 11 ] |
| Cuneo         |  | Federico Borgna          | 12 | 12 | 12 | [ 11 ] |
| Vercelli      |  | Carlo Riva Vercellotti   | 6  | 4  | ―  | [ 11 ] |
| Cremona       |  | Davide Viola             | 6  | 6  | ―  | [ 54 ] |
| Mantova       |  | Beniamino Mauro Morselli | 6  | 5  | 1  | [ 55 ] |
| Pavia         |  | Vittorio Poma            | 7  | 5  | ―  | [ 56 ] |
| Treviso       |  | Stefano Marcon           | 10 | 6  | ―  | [ 15 ] |
| Ravenna       |  | Michele De Pascale       | 2  | 10 | ―  | [ 57 ] |
| Massa-Carrara |  | Gianni Lorenzetti        | 2  | 4  | 4  | [ 58 ] |
| Fermo         |  | Moira Canigola           | 4  | 5  | 1  | [ 59 ] |
| Macerata      |  | Antonio Pettinari        | 4  | 5  | 3  | [ 60 ] |
| Campobasso    |  | Antonio Battista         | 6  | 3  | 1  | [ 61 ] |

1. ↑  5 FI/FdI + 5 LN
2. ↑  4 PD + 2 L'Italia è Popolare
3. ↑  2 FI + 1 Lega
4. ↑  3 FI + 3 FdI-Lega
5. ↑  4 FI + 3 Lega